# نبرد اول علیه هزاره‌های ترکمن
نبرد اول علیه هزاره‌های ترکمن جنگی میان تیموریان کابل و هزاره‌های ترکمن مربوط به شاخه شیخ‌علی، قبیله دای‌کلان هزاره در سال ۱۵۰۵ (میلادی) بود. هزاره‌های ترکمن که حاکمیت بابر را به رسمیت نمی‌شناختند از غیبت او که رهسپار قلات شده‌بود، استفاده کردند و بر مواضع وی در کابل حمله نمودند.
بعد از اینکه بابر در جنگ قلات پیروز گردید و به کابل بازگشت، از این واقعه خبردار شد و در زمستان سخت سال ۱۵۰۵ در چهارباغ اردو زد. پس از تدارک لشکر وارد کاخ الغ‌بیگ میرزا، موسوم به بوستان‌سرای در شهر کابل شد، پس از اندکی توقف، او در ۲۸ دسامبر ۱۵۰۵ وارد پروان گردید.

## جنگ
بابر یک طلایه (گروه کشف) به جلو فرستاد که در دهانه دره هندوکش و پنجشیر با تنی چند از هزاره‌های جنگلک روبرو شده و با حمله ناگهانی پیش‌قراول بابر، هزاره‌ها شکست خوردند و فرار کردند، کمی جلوتر آن‌عده از هزاره‌های که موفق به فرار شده بودند در یک غار کمین کردند و وقتی طلایه بابر از آنجا رد می‌شد، آنها را تیرباران کردند. شیخ درویش کوکلتاش از طلایه بابر، در اثر باران تیر زخمی گردید و بعداً بر اثر جراحات وارده جان سپرد.
صبح روز بعد، بابر که وارد دره غوربند گردیده بود، شروع به نزدیک شدن به قشلاق هزاره‌ها کرد. حدود ساعت ۹ صبح بود که نبرد آغاز شد و همراه با برفباری سنگی و هوای بسیار سرد، جنگ شدیدی درگرفت. هزاره‌ها سواره بودند و جمعی از آنها نیز تیر می‌انداختند که محمدعلی مبشر بیگ با اصابت یک تیر به پشتش در دم جان سپرد.
بابر و قلب سپاه‌اش در حال تلاش برای پیشروی بودند که مورد اصابت شدیدتر باران تیر قرار گرفتند. نزدیک بود جناح چپ و قلب سپاه از بین برود که در همان لحظه، قاسم بیگ فرمانده جناح راست موفق شد با عبور از رودخانه که به قیمت جان خود و سربازانش تمام می‌شد هزاره‌ها را در تنگنا قرار دهد. سلطان‌علی چانیک نیز به تقویت جناح وی شتافت و کمی بعدتر بابر خودش به آنها ملحق شده، توانستند هزاره‌ها را فراری دهند. بعد ازاینکه بابر وارد قشلاق هزاره‌ها شد، بین چهارصد تا پانصد گوسفند و بیست یا بیست و پنج راس اسب فقط خودش جمع کرد.

## نتیجه
زنان و فرزندان کوچک هزاره‌ها پیاده به تپه‌های پوشیده از برف فرار کردند. باربری‌ها سپس در قشلاق هزاره‌ها توقف کردند. تا میزان برفباری کاهش یابد. صبح روز بعد، بابر و لشکرش شروع به حرکت کردند و شب را در جنگلک توقف کرده، برای گرفتن مالیات از باقی‌مانده هزاره‌ها وارد دره نجراب شدند.